# Masia Forn del Vidre
La Masia Forn del Vidre és una masia de Palau-solità i Plegamans (Vallès Occidental) inclosa a l'Inventari del Patrimoni Arquitectònic de Catalunya.

## Descripció
És una masia de planta rectangular. El parament, format per còdols, rajola vermella i reble, es conserva força compacte. Aquesta fàbrica variada es reforça amb l'ús de pedres cantoneres. La coberta és de teules àrabs a dues vessants, carener perpendicular a la façana i sense ràfec. A la façana principal, les obertures -portes i finestres- són de diferents formes i mides.
Es probable que la vil·la romana que es va situar a la vall de la Riera de Caldes fos emplaçada a la masia del Forn del Vidre, segurament continuà essent habitada al llarg dels segles des de l'època romana i encara avui dia és present.

Hi ha qui apunta la possibilitat que es tractés de la desapareguda ermita o i capella de Sant Joan. Segons la tradició popular, la Masia del Forn del Vidre es construí al segle xiv amb les restes de l'antiga capella de Sant Joan. Segons sembla, la masia es dedicava a fabricar i vendre ampolles de vidre.
La façana de la masia està orientada a nord es conserva en relatiu bon estat i esta feta de pedra de riu barrejada amb trossos de rajola vermells i reblert, amb les cantonades reforçades amb pedres tallades.
A la planta baixa, l'accés a l'habitacle és a través d'un portal d'arc de mig punt adovellat El flanquegen dues petites finestres quadrades amb carreus de pedra a la llinda i els brancals. La de l'esquerra presenta un treball de la pedra de la llinda amb un dibuix en forma punxeguda. Les finestres del pis superior són rectangulars, emmarcades amb senzilla treballs a la llinda i ampits de línies motllurades i de mides diferents.
La masia en el cantó esquerra de la façana presenta en planta una forma arrodonida en la seva cantonada. Adossada al darrere de la part esquerra de la casa trobem les restes d'una petita capella d'estil gòtic amb volta creuada. Molt deteriorada i reformada després d'haver-la allargat per utilitzar-la coma magatzem d'estris agrícoles.